# Брескану Василе Кирилович
Василе Кирилович Бреска́ну (20 липня 1940, c. Готешть, Румунія — 3 січня 2010, Кишинів, Молдова) — радянський і молдавський актор театру і кіно, кінорежисер.

## Біографія
Василе Кирилович Брескану народився 20 липня 1940 ріка в селі Готешть (Бессарабія у складі Румунського королівства).
У 1956 році закінчив педагогічне училище. З 1957 по 1958 рік працював учителем у селі Лінгура Кантемирський район Кантемирського району. Пізніше перебрався в Кеушень, де працював журналістом. Там же він розпочав свою творчу роботу у місцевому аматорському театрі.
З 1959 по 1963 рік навчався на акторському факультеті Кишинівського державного інституту мистецтв.
У 1965 році вступив на режисерський факультет ВДІК (майстерня М. Ромма), який закінчив в 1970 році.

## Фільмографія

### Акторські роботи
- 1965 — «Остання ніч в раю»
- 1965 — «При спробі втечі» — Штефан Бребу
- 1966 — «Тунель» — сержант Петреску
- 1969 — «Весілля у палаці» — Маноле
- 1970 — «Вибух уповільненої дії» — Валентин
- 1975 — «Нікушор з племені ВВ» — батько Нікушора
- 1975 — «Кінь, рушниця і вільний вітер» — Костянтин
- 1976 — «Не вір крику нічного птаха» — Василю Керунту
- 1979 — «Емісар закордонного центру» — «Сергій Марін»
- 1989 — «Удвох на межі часу»

### Режисер-постановник
- 1972 — «Останній форт»
- 1972 — «Хлопчаки — народ добрий»
- 1974 — «Всі докази проти нього»
- 1976 — «Фаворит»
- 1979 — «Емісар закордонного центру»
- 1981 — «Помилка Тоні Вендіса»
- 1985 — «Про повернення забути»
- 1986 — «Одинокий автобус під дощем»
- 1987 — «Дерев'яна гармата»